# Michael Schürmann

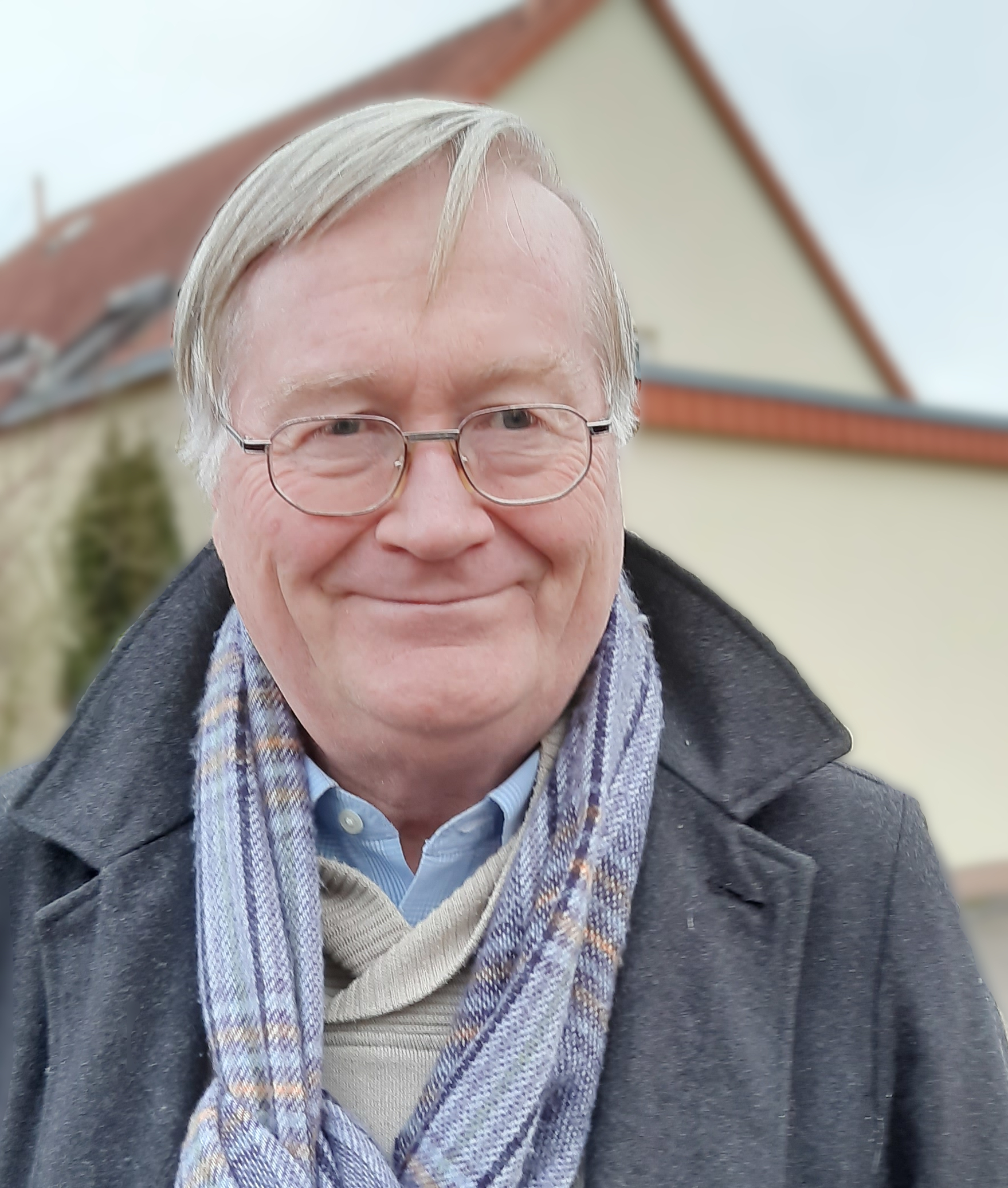
Michael Schürmann im Februar 2021

Michael Schürmann (* 1955 in Dinslaken) ist ein deutscher Mathematiker, dessen Hauptinteresse der Quantenstochastik gilt. Er war von 1995 bis 1998 als Universitätsprofessor für Mathematik an der Université Louis Pasteur (Straßburg I, Frankreich) tätig. 1998 nahm er einen Ruf der Universität Greifswald an, wo er bis zu seiner Pensionierung 2021 den Lehrstuhl für Algebra und funktionalanalytische Anwendungen innehatte.

## Biografie
Bis zum Vordiplom 1975 studierte Michael Schürmann Mathematik an der Ruhr-Universität Bochum. Er wechselte danach an die Ruprecht-Karls-Universität Heidelberg, wo er 1980 sein Diplom ablegte und 1986 bei Wilhelm von Waldenfels promoviert wurde (Dissertation: Über *-Bialgebren und quantenstochastische Zuwachsprozesse). 1993 wurde Schürmann ebenfalls in Heidelberg habilitiert. Seine Habilitationsschrift White Noise On Bialgebras erschien unter dem gleichen Titel in der Springer-Reihe Lecture Notes in Mathematics.
Schürmann beschäftigt sich mit nichtkommutativer Wahrscheinlichkeitstheorie (auch Quantenstochastik) und leistete entscheidende Beiträge zum Verständnis von Quanten-Lévy-Prozessen und nichtkommutativen Verallgemeinerungen stochastischer Unabhängigkeit. Der Begriff des Schürmann-Tripels ist grundlegend für die Theorie stochastischer Prozesse auf kompakten Quantengruppen.
Von 2002 bis 2006 war Schürmann Koordinator des EU-Netzwerks Quantum Probability with Applications to Physics, Information Theory and Biology. Schürmann war Mitherausgeber für beide Bände der Springer Lecture Notes in Mathematics Reihe Quantum Independent Increment Processes und ist Mitglied im Editorial Board der Zeitschrift Infinite Dimensional Analysis, Quantum Probability and Related Topics.
Michael Schürmann ist verheiratet und hat eine Tochter (* 1984) und einen Sohn (* 1988).

## Schriften
- White noise on bialgebras, Lecture Notes in Mathematics 1544. Springer-Verlag, Berlin, 1993. vi+146 pp. doi:10.1007/BFb0089237
- Mit Anis Ben-Ghorbal Non-commutative notions of stochastic independence.  Math. Proc. Cambridge Philos. Soc. 133 (2002), no. 3, 531–561. doi:10.1017/S0305004102006072
- Mit Uwe Franz Herausgeber von Quantum Independent Increment Processes I/II, Lecture Notes in Mathematics 1865/1866. Springer-Verlag, Berlin, 2005/2006. doi:10.1007/b105131, doi:10.1007/11376637